# Fly One
FLYONE ist eine moldauische Fluggesellschaft mit Sitz in Chișinău und Basis auf dem Flughafen Chișinău.

## Geschichte
FLYONE wurde 2015 in Chișinău mit Privatgeldern gegründet. Die ersten Charterflüge wurden im April 2016 nach Antalya aufgenommen. Im Mai 2016 kamen Flüge nach Iraklio hinzu.

## Flugziele
FLYONE bedient von Chișinău Ziele in Europa, Israel und Russland. Neuerdings werden ab dem Sommerflugplan 2023 auch München und Frankfurt-Hahn in Deutschland bedient.

## Flotte
Mit Stand April 2025 besteht die Flotte der FLYONE aus drei Flugzeugen mit einem Alter von 12,0 Jahren:
| Flugzeugtyp     | Anzahl | bestellt | Anmerkungen                      | Sitzplätze | Durchschnittsalter |
| --------------- | ------ | -------- | -------------------------------- | ---------- | ------------------ |
| Airbus A320-200 | 2      | 2        | einer mit Sharklets ausgestattet | 180        | 12,5 Jahre         |
| Airbus A321-200 | 1      |          | mit Sharklets ausgestattet       | 220        | 10,9 Jahre         |
| Gesamt          | 3      | 2        |                                  |            | 12,0 Jahre         |

### Ehemalige Flugzeugtypen
- Airbus A319-100

## FLYONE Armenia
Die Tochtergesellschaft FLYONE Armenia LLC ist eine armenische Fluggesellschaft mit Sitz und Basis auf dem Flughafen Jerewan.

### Flotte
Mit Stand April 2025 besteht die Flotte der FLYONE Armenia aus drei Flugzeugen mit einem Durchschnittsalter von 14,9 Jahren:
| Flugzeugtyp     | Anzahl | bestellt | Anmerkungen | Sitzplätze | Durchschnittsalter |
| --------------- | ------ | -------- | ----------- | ---------- | ------------------ |
| Airbus A320-200 | 3      |          |             | 180        | 14,9 Jahre         |
| Gesamt          | 3      | -        |             |            | 14,9 Jahre         |

### Ehemalige Flugzeugtypen
- Airbus A319-100

## FLYONE Romania
Die Tochtergesellschaft FLYONE Airlines S.R.L ist eine rumänische Fluggesellschaft mit Sitz in Bukarest.

### Flotte
Mit Stand April 2025 besteht die Flotte der FLYONE Romania aus drei Flugzeugen mit einem Durchschnittsalter von 12,9 Jahren:
| Flugzeugtyp     | Anzahl | bestellt | Anmerkungen                               | Sitzplätze (Business/Economy) | Durchschnittsalter |
| --------------- | ------ | -------- | ----------------------------------------- | ----------------------------- | ------------------ |
| Airbus A320-200 | 1      |          |                                           | 180 (-/180)                   | 16,9 Jahre         |
| Airbus A321-200 | 2      |          | mit Sharklets ausgestattet; einer inaktiv | 194 (12/182)                  | 11,0 Jahre         |
| Gesamt          | 3      | -        |                                           |                               | 12,9 Jahre         |